# Morti nel 1357
| Questa pagina contiene informazioni ricavate automaticamente dalle voci biografiche con l'ausilio del template Bio e di un bot. L'aggiornamento è periodico e automatico e ricostruisce completamente la pagina. Se manca una persona in questa lista, sei pregato di non aggiungerla, ma accertati piuttosto che la sua voce biografica contenga il template Bio e che i dati anagrafici siano correttamente compilati. Se il template Bio manca, inseriscilo tu stesso o, in alternativa, metti l'avviso {{tmp\|Bio}} che ne segnala la mancanza. Se i dati riportati sono sbagliati, correggi direttamente la voce biografica; le modifiche saranno visibili in questa lista entro pochi giorni. Per chiarimenti vedi il progetto biografie. La lista contiene solo le 18 persone che sono citate nell'enciclopedia e per le quali è stato implementato correttamente il template Bio. Pagina aggiornata al 10 ago 2025. |

- 18 gennaio - Maria del Portogallo, regina (n. 1313)
- 27 gennaio - Christina Bruce, nobile scozzese (n. 1278)
- 29 maggio - Alfonso IV del Portogallo, sovrano (n. 1291)
- 15 giugno - Jacopo Passavanti, scrittore, architetto e religioso italiano (n. 1302)
- 10 luglio - Folchino Schizzi, politico e diplomatico italiano
- 13 luglio - Bartolo da Sassoferrato, giurista italiano (n. 1314)
- 15 agosto - Carlo I di Monaco, nobile e sovrano monegasco
- 18 agosto - Tommaso II di Saluzzo, marchese italiano (n. 1304)
- 4 ottobre - Angelo Acciaiuoli, vescovo cattolico italiano (n. 1298)
- 25 ottobre - Ibn Juzayy, scrittore (n. 1321)
- Bartolomeo di Iacovo da Valmontone, scrittore italiano
- Ingeborg di Norvegia, nobile norvegese (n. 1297)
- Giorgio Galesiota, funzionario bizantino
- Ganī Bek, condottiero mongolo
- Giovanni II di Norimberga, nobile tedesco (n. 1309)
- Malek Ashraf, politico mongolo
- Giovanni Pipino di Altamura, condottiero italiano
- Süleyman Pasha, principe ottomano (n. 1306)